# Adam Jacob Coon
Adam Jacob Coon (Fowlerville, Michigan, 1994. november 14. –) amerikai kötöttfogású birkózó. A 2018-as birkózó-világbajnokságon a döntőbe jutott 130 kg-os súlycsoportban, kötöttfogásban.

## Sportpályafutása
A 2018-as birkózó-világbajnokságon a döntőbe jutott. Ellenfele az orosz Szergej Viktorovics Szemjonov volt.